# Lithocarpus pattaniensis
Lithocarpus pattaniensis ist eine in Südostasien vorkommende Baumart aus der Familie der Buchengewächse (Fagaceae).

## Merkmale
Lithocarpus pattaniensis ist ein immergrüner Baum, der bis zu 30 m hoch werden kann.
Der Fruchtbecher (Cupula) ist topfförmig. Er umschließt die Nuss zu vier Fünfteln. Er öffnet sich leicht von oben her in ungleiche Klappen. An ihrer Oberfläche verlaufen vier oder fünf fadenförmige, gewellte, horizontale Linien.
Blütezeit ist im September. Die Früchte reifen von August bis September.

## Verbreitung und Standorte
Die Art kommt nur auf der Malaiischen Halbinsel in Thailand und Malaysia vor. Der bisher nördlichste bekannte Fundort liegt in der Provinz Surat Thani. Lithocarpus pattaniensis wächst in tropischen immergrünen Tieflandswäldern und bevorzugt Standorte auf Höhenrücken.

## Systematik
Euphemia Cowan Barnett beschrieb die Art 1938. Der Typusfundort liegt in der thailändischen Provinz Pattani.